# Fiodor Sanguszko (zm. 1591)
Fiodor (Roman) Sanguszko (zm. 1591) – książę, syn Romana i Aleksandry z Chodkiewiczów (zm. 1570). Kawaler, ostatni z linii niesuchojeżyckiej.